# The Hoaxters
The Hoaxters es un documental estadounidense de 1952 sobre la amenaza del comunismo al estilo de vida estadounidense. Fue nominado a los Premios Óscar como mejor documental. El lanzamiento en DVD de Warner Home Video del documental de CNN de 1998, La Guerra Fría en 2012, incluyó esta película como una característica especial.

## Reparto
- Marilyn Erskine como el narrador (voz)
- Howard Keel como el  narrador (voz)
- George Murphy como el narrador (voz)
- Walter Pidgeon como el narrador (voz)
- Dore Schary como el narrador (voz)
- Barry Sullivan como el narrador (voz)
- Robert Taylor como el narrador (voz)
- James Whitmore como el narrador (voz)
- Sidney Tomack como el vendedor de aceite de serpiente (sin acreditar)

## Crítica
Según los registros de MGM, la película ganó 167 000 dólares en EE. UU. y Canadá y 10 000 dólares en otros lugares.